# Erazm Humienny
Erazm Jacek Humienny (ur. 6 marca 1966 we Wrocławiu) – polski społecznik, działacz opozycji w okresie PRL.

## Życiorys
Ukończył w 1985 wrocławskie Technikum Żeglugi Śródlądowej. Do końca lat 80. pracował m.in. jako marynarz, robotnik w Stoczni Gdańskiej i doker, od 1988 odbywał zastępczą służbę wojskową w Domu Pomocy Społecznej we Wrocławiu. Od 1984 zaangażowany w dystrybucję druków drugiego obiegu, za tę działalność był wielokrotnie zatrzymywany przez funkcjonariuszy służb specjalnych i zwalniany z pracy, kilkakrotnie karany grzywną przez kolegia ds. wykroczeń, a w 1986 krótko więziony. Od 1987 działał w Ruchu Wolność i Pokój, uczestniczył w happeningach organizowanych przez środowisko Pomarańczowej Alternatywy. Stał na czele Stowarzyszenia Objektor, działającego na rzecz zastępczej służby wojskowej. W pierwszej połowie lat 90. był kierownikiem schroniska prowadzonego przez Towarzystwo Pomocy im. św. Brata Alberta, następnie został kierownikiem domu opieki Fundacji Przywrócić Nadzieję.
Założył i stanął na czele Stowarzyszenia Pomocy „Ludzie Ludziom”, które podjęło współpracę z zakładami karnymi. Zaangażował się w działalność na rzecz pracy z osobami bezdomnymi (m.in. przez utworzenie we Wrocławiu domu socjalnego dla mężczyzn), skazanymi i zagrożonymi tzw. wykluczeniem społecznym.

## Odznaczenia
- Krzyż Kawalerski Orderu Odrodzenia Polski (2011)[2][3]
- Srebrny Krzyż Zasługi (2010)[4]
- Krzyż Wolności i Solidarności (2016)[5]
- Złota Odznaka Honorowa Wrocławia (2022)[6]